# サール2型ミサイル艇
サールII型ミサイル艇（英語: Sa'ar II-class missile boat）は、イスラエル海軍のミサイル艇の艦級。またサールI型、サールIII型についても本項目で述べる。なお「サール」（סער）はヘブライ語で嵐を意味する。

## 来歴
1950年代末の時点で、イスラエル海軍は、イギリスから取得したZ級駆逐艦2隻（「エイラート」・「ヤーフォ」）、および第二次中東戦争でエジプト海軍から鹵獲したハント級駆逐艦「ハイファ」と、計3隻のイギリス製駆逐艦を基幹としていた。しかしこれらの艦は、いずれも大西洋の戦いに対応した防空・対潜戦重視の艦であり、エジプト海軍が運用していたソビエト連邦製の30-bis型 (スコーリイ級) 駆逐艦に対して、対水上火力では劣勢を余儀なくされていた。
イスラエルの地政学的条件から陸・空軍が圧倒的に重要であったため、海軍の予算はごく限られており、兵力の少なさもあって、大型の巡洋艦の導入はもちろん、駆逐艦の更新すら困難であった。このことから、ミサイル艇が着目されることとなった。イスラエルでは、1954年より誘導ミサイルの開発が開始されており、1958年には、ラファエル社の最初期モデルであるルッツが軍に対して提示されていた。そして1960年末、一人の技術将校が、この誘導ミサイルを高速戦闘艇と組み合わせる、ミサイル艇というアイデアを着想した。もしこれが実現すれば、比較的簡便軽量な発射装置で、仮想敵の水上戦闘艦をアウトレンジできるものと期待されたが、当時、西側諸国では類のない先進的な構想であり、ソ連海軍のミサイル艇についてはまだほとんど知られていなかったことから、海軍部内でも実現性は疑問視されていた。しかし1962年には海軍副司令官エレル大佐がこの着想を採用し、詳細な検討を開始した。この前後には、エジプト海軍がソ連製のP-15（SS-N-2）艦対艦ミサイルで武装したミサイル艇を受領し始めたことから、イスラエル側の計画も本格的に推進されることとなった。検討結果を踏まえて、1963年3月にはミサイル艇12隻を整備する5ヶ年計画が国防軍総参謀本部に提出された。
当時、軍上層部や政府には海軍に冷淡な姿勢が蔓延していたが、国内の科学技術・産業基盤への波及効果を期待したシモン・ペレス国防次官による支援もあって、1965年に承認を受けた。ただし仮に開発が失敗した場合、海軍は実質的に解体されて水上警察にまで縮小されるとの含意があり、背水の陣での開発となった。これによって建造されたのが本級である。

## 設計
コスト低減と、敵の攻撃に対する標的面積の局限化の要請から、艇の規模は200トン級と計画された。また上記の経緯より、仮想敵としてエジプト海軍のスコーリィ型駆逐艦が想定されていた一方、開発中の対艦ミサイルの射程は、同型の艦砲である50口径13.0cm砲の射程をわずかに上回る程度であったことから、優位な占位位置を獲得するための高速性能が求められることになった。所要速力としては、巡航最大速力34ノット、戦闘最大速力40ノットと見積もられた。
イスラエル海軍は、もともと西ドイツ海軍のヤグアル級魚雷艇に興味を持っていたこともあり、上記の要請を踏まえて、これを発展させる形で、西ドイツのリュールセン社と共同での設計が進められた。船体は2フレーム分（約2.4メートル）延長され、船内の区画割りも再配分された。またヤグアル級は磁気機雷対策として木造艇とされていたが、イスラエル海軍では本級の国産化を想定していたことから、鋼製艇に変更された。なお西ドイツは当時イスラエルに対して兵器禁輸措置をとっていたことから、建造はフランスのCMN社で行われた。
なお、本型の設計を担当したリュールセン社は自社商品としてTNC-45型、建造を担当したCMN社もコンバタント-II型を開発し、いずれも多くの西側諸国に輸出された。

## 装備
搭載されるミサイルの開発よりも艇の設計・建造が先行したことから、1965年発注分の前半3隻は高度な射撃指揮装置（FCS）を搭載した砲艇として、サールI型と称されていた。その後、1968年に国産のガブリエル艦対艦ミサイルが実用化されたことから、1965年発注分の後半3隻は、このFCSを活用してガブリエルを運用するミサイル艇となり、また初期建造艇3隻も同規格に改装されて、サールII型と称されるようになった。ガブリエル艦対艦ミサイルは、操舵室直前の両舷に単装発射筒を1基ずつ、また船尾甲板に3連装発射筒を1基と、計5発搭載する。このうち、3連装発射筒は、必要に応じて70口径40mm単装機銃にも換装可能であった。サーチライト式のELACソナーを搭載していたほか、サールII型のうち4隻は、後部の40mm単装機銃を撤去するかわりにEDO-780可変深度ソナー（VDS）およびMk 32 短魚雷発射管を搭載し、駆潜艇としても活動できるようになっていた。
その後、1966年に発注された後期建造分については、ソナーや対潜兵器を省く一方、主砲を62口径76mm単装速射砲（76mmコンパット砲）に変更しており、サールIII型と称された。またこちらでは、操舵室前方のSSMは後にハープーンの単装発射筒に変更された。
当初計画の段階では、仮想敵のP-15（SS-N-2）艦対艦ミサイルでは小型目標を狙うことができないと考えられていたことから、ミサイルに対する自衛は考慮されていなかった。しかし1970年5月、70トンの木造漁船オリット号がP-15ミサイルで撃沈される事件が発生し、この想定が誤っていたことが判明した。この頃までには、P-15ミサイルの射程は45キロで、ガブリエルを25キロも上回ることが判明していたことから、彼我のミサイル艇同士が交戦した場合、敵のP-15ミサイルの射程に入ってから、敵をガブリエルの射程に捉えるまでの間「撃たれ放しの25キロ」が生じるという重大問題が生起した。幸いなことに、海軍副司令官エレル大佐は、1964年の時点で、P-15が小型艇をも攻撃可能である可能性を想定し、電子戦担当将校ツェマフ中佐に命じて対策の策定に入っていた。この検討を踏まえて、電波探知装置（ESM）と電波妨害装置（ECM）、チャフ発射装置を搭載して、電子攻撃で敵ミサイルを防ぎつつ「撃たれ放しの25キロ」を突破することになったが、これらもまだ西側には類がなかったことから、独力での開発を余儀なくされた。電波探知装置はアメリカ海軍の第二次大戦型レーダーの改造、チャフ発射装置は遭難信号として一般向けに販売されていた手持ち式発射機を参考とした。

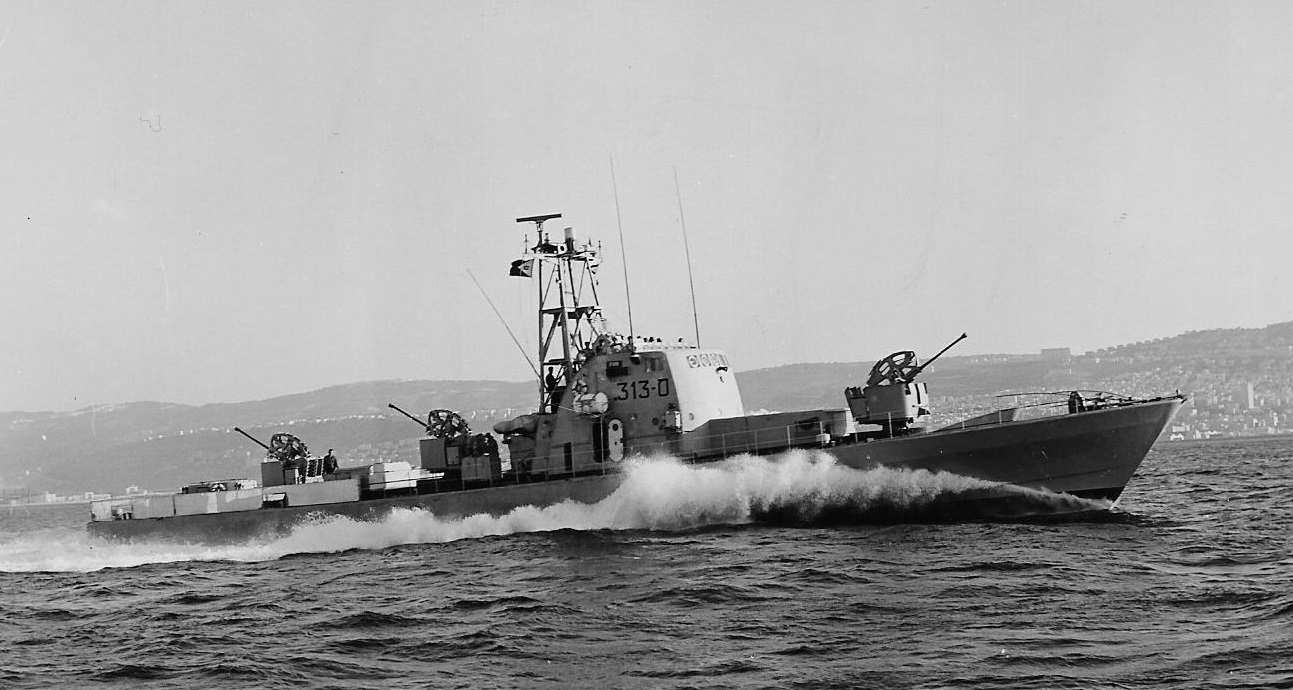
サールI型
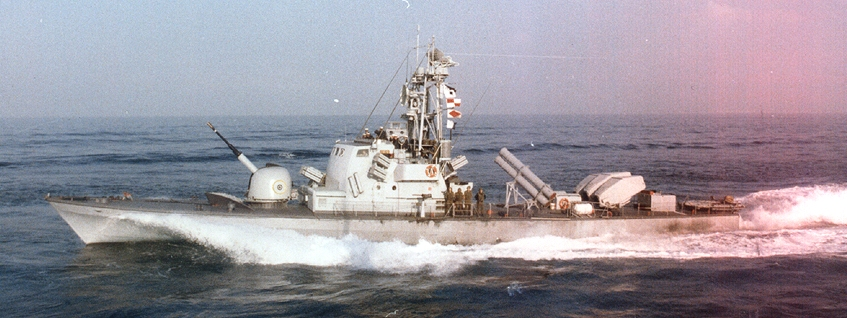
サールIII型。SSMの一部をハープーンに変更している。

## 同型艦

### 一覧表
| 設計             | #   | 船名                   | 進水            | 退役   |
| ---------------- | --- | ---------------------- | --------------- | ------ |
| サールI型 → II型 | 311 | ミフターフ INS Mivtach | 1967年 4月11日  | n/a    |
| サールI型 → II型 | 312 | ミズナーク INS Miznak  | 1967年          | n/a    |
| サールI型 → II型 | 313 | ミスゲーブ INS Misgav  | 1967年          | n/a    |
| サールII型       | 321 | エイラート INS Eilat   | 1968年 6月14日  | n/a    |
| サールII型       | 322 | ハイファ INS Haifa     | 1968年 6月14日  | n/a    |
| サールII型       | 323 | アッコ INS Akko        | 1968年          | n/a    |
| サールIII型      | 331 | サール INS Sa'ar       | 1969年 11月25日 | 1990年 |
| サールIII型      | 332 | スーファ INS Sufa      | 1969年 2月4日   | 1993年 |
| サールIII型      | 333 | ガアシュ INS Gaasch    | 1969年 6月20日  | 1990年 |
| サールIII型      | 341 | ヘレヴ INS Herev       | 1969年 6月20日  | 1990年 |
| サールIII型      | 342 | ハニト INS Hanit       | 1969年          | 1988年 |
| サールIII型      | 343 | ヘッツ INS Hetz        | 1969年 12月14日 | 1988年 |

### 運用史
上記の経緯より、建造はシェルブールのCMN社で行われたが、アラブ諸国からの反発を考慮して、このことは公表されなかった。このため、差し当たり、第三次中東戦争を受けて1967年6月に布告されたフランスの武器禁輸措置の適用を免れることができた。しかし1968年末には武器禁輸措置が拡大されるとの情報があり、6・7番艇は進水直後、海上公試未了の状態で、フランスへの事後通告のみでイスラエルに回航された。残る5隻は、ノルウェーのアケル社の取締役によって創設されたペーパーカンパニーに転売され、北海油田での高速物資輸送・警備艇として使われることになったが、これは実質的に単なるカバーストーリーであった。イスラエル海軍は5隻分の回航要員をシェルブールに潜入させており、1969年12月23日、フランスへの通告なしに脱走し、2ヶ所で待機するZIMの商船から給油を受けつつ、イスラエルに直行した。これらの作戦 (Cherbourg Project) には諜報特務庁（モサド）は関与しておらず、全てイスラエル海軍によって立案・遂行された。
その後、より大型で堪航性・独立行動能力を向上させたサールIV型（レシェフ級）を国内で建造し、1973年10月2日から4日にかけて、ミサイル艇戦隊全力での機動演習が実施された。この演習の直後、同月6日に第四次中東戦争が勃発し、本型は実戦投入された。同日夜から翌日にかけて行われたラタキア沖海戦には本型4隻が参加しており、世界で初めて行われた艦対艦ミサイル搭載艦船同士の海戦であり、電子戦による欺瞞が初めて行われた海戦でもあったが、1時間半の交戦で、同海域に展開していたシリア軍艦艇を一掃し、しかもイスラエル側にはまったく損害がないという完勝を収めた。またその翌日のダミエッタ沖海戦では、やはりイスラエル側に損害がないままにエジプト軍ミサイル艇4隻のうち3隻を撃破した。